# Liste der Naturdenkmale in Neckarzimmern
| Naturdenkmale | Anzahl |
| ------------- | ------ |
| FND           | 0      |
| END           | 6      |
| Gesamt        | 6      |

Die Liste der Naturdenkmale in Neckarzimmern nennt die verordneten Naturdenkmale (ND) der im baden-württembergischen Neckar-Odenwald-Kreis liegenden Gemeinde Neckarzimmern. In Neckarzimmern gibt es insgesamt sechs als Naturdenkmal geschützte Objekte, keines ist ein flächenhaftes Naturdenkmal (FND), alle sind Einzelgebilde-Naturdenkmale (END).
Stand: 1. November 2016.

## Einzelgebilde (END)
| Name                     | Bild | Kennung     | Einzelheiten  | Position | Fläche Hektar | Datum        |
| ------------------------ | ---- | ----------- | ------------- | -------- | ------------- | ------------ |
| Drei Linden              |      | 82250671606 | Neckarzimmern | ???      | 0,0           | 1. März 1984 |
| Eibe                     |      | 82250671601 | Neckarzimmern | ???      | 0,0           | 1. März 1984 |
| Eiche mit Efeu           |      | 82250671602 | Neckarzimmern | ???      | 0,0           | 1. März 1984 |
| Kastanie                 |      | 82250671603 | Neckarzimmern | ???      | 0,0           | 1. März 1984 |
| Kastanie                 |      | 82250671605 | Neckarzimmern | ???      | 0,0           | 1. März 1984 |
| Trompetenbaum            |      | 82250671604 | Neckarzimmern | ???      | 0,0           | 1. März 1984 |
| Legende für Naturdenkmal |      |             |               |          |               |              |